# Ananeon howardensis
Genre
Espèce
Ananeon howardensis, unique représentant du genre Ananeon, est une espèce d'araignées aranéomorphes de la famille des Salticidae.

## Distribution
Cette espèce est endémique du Territoire du Nord en Australie. Elle se rencontre vers Darwin.

## Description
La carapace du mâle holotype mesure 1,4 mm de long sur 1,3 mm et l'abdomen 1,9 mm de long et la carapace de la femelle paratype mesure 1,7 mm de long sur 1,5 mm et l'abdomen 2,0 mm de long.

## Étymologie
Son nom d'espèce, composé de howard et du suffixe latin -ensis, « qui vit dans, qui habite », lui a été donné en référence au lieu de sa découverte, Howard Springs.

## Publication originale
- Richardson, 2013 : New unidentate jumping spider genera (Araneae: Salticidae) from Australia. Zootaxa, no 3716 (3), p. 460-474.